# Nästan inget
Nästan inget, är en svensk komediserie som hade premiär på SVT Play den 8 november 2021 på SVT Play. Serien, som består av en säsong med sex avsnitt, är skapad av Martin Larsson.

## Handling
Serien kretsar kring Anders "Ankan" Johansson som nästan inte har något planerat för dagen. När ett viktigt dokument hittas ändras dock förutsättningarna något.

## Medverkande (i urval)
- Anders Johansson
- Eva Westerling
- Frida Bergh
- Faryad Sayadi
- Ia Langhammer
- Fredrik Dolk
- Fredrik Gunnarsson
- Måns Nilsson
- Eric Stern
- Eva Rydberg